# 跨玛斯话
跨玛斯话（kʰua33 ma33 sɨ55）或松坪彝语是一种最近发现的在中国云南省鹤庆县六合乡松坪村麻塘使用的彝语。另一种在松桂镇大营村使用的彝语似乎也和其很像。跨恩斯话称他们为kʰua33 ma33 sɨ55。